# Dichosciadium ranunculaceum
Dichosciadium ranunculaceum là một loài thực vật có hoa trong họ Hoa tán. Loài này được (F.Muell.) Domin mô tả khoa học đầu tiên năm 1908.